# 크토니아
크토니아(Chthonia)는 그리스 신화에 나오는 아테네 왕 에레크테우스의 딸이다. 아테네 왕 에레크테우스가 프락시테아와 결혼하여 태어난 딸로서, 케크롭스, 판도로스, 오르네우스, 메티온, 시키온, 테스피오스, 에우팔라모스의 누이이며, 크레우사, 오레이티아, 프로크리스의 자매이다. 아테네가 이웃나라 엘레우시스와 전쟁을 벌일 때, 트라키아 왕 에우몰포스가 엘레우시스를 지원하였다. 수세에 몰린 에레크테우스가 델포이의 신탁소에 위기를 이겨낼 수 있는 방법을 가르쳐 달라고 기도하자, 그의 딸 가운데 한 사람을 제물로 바쳐야 한다는 신탁이 내렸다. 에레크테우스의 딸들이 제비뽑기를 한 결과 크토니아가 뽑혔다고도 하고, 바다의 신 포세이돈이 크토니아를 제물로 바치라고 요구하였다고도 한다. 크토니아의 희생 덕분에 아테네는 전쟁에서 승리하여 엘레우시스를 영토로 삼았다.